# Егоров, Василий Васильевич (Герой Советского Союза)
Васи́лий Васи́льевич Его́ров (1923—1964) — полковник Советской Армии, участник Великой Отечественной войны, Герой Советского Союза (1945).

## Биография
Василий Егоров родился 5 мая 1923 года в деревне Подсево Сычёвского уезда. В возрасте восьми лет остался без отца, вместе с матерью переехал в Москву, где окончил семь классов школы, работал на автомобильном заводе имени Лихачёва. В 1941 году Егоров был призван на службу в Рабоче-крестьянскую Красную Армию. В 1942 году окончил Борисоглебскую военную авиационную школу, затем Высшую офицерскую школу пилотов. С апреля 1943 года — на фронтах Великой Отечественной войны. Принимал участие в боях на Калининском, 1-м Прибалтийском, 3-м Белорусском фронтах. Летал на истребителях «Ла-5» и «Ла-7». Занимался разведкой вражеских позиций, коммуникаций, портов, аэродромов. Участвовал в освобождении Смоленской области, Белорусской ССР.
К апрелю 1945 года старший лейтенант Василий Егоров командовал звеном 21-го истребительного авиаполка 259-й истребительной авиадивизии 3-й воздушной армии 3-го Белорусского фронта. К тому времени он совершил 315 боевых вылетов, принял участие в 16 воздушных боях, сбив 10 самолётов противника лично и 1 в группе, а также 1 аэростат.
Указом Президиума Верховного Совета СССР от 29 июня 1945 года за «образцовое выполнение заданий командования и проявленные мужество и героизм в боях с немецкими захватчиками» старший лейтенант Василий Егоров был удостоен высокого звания Героя Советского Союза с вручением ордена Ленина и медали «Золотая Звезда».
После окончания войны Егоров продолжил службу в Советской Армии. Участвовал в Корейской войне, будучи командиром эскадрильи 878-го истребительного авиационного полка (216-я истребительная авиационная дивизия ПВО, 64-й истребительный авиационный корпус). В Корее летал на МиГ-15, воевал с февраля по июнь 1953 года. На этой войне майор Егоров лично сбил 3 истребителя США.
По окончании войны в Корее подполковник Егоров, будучи командиром 405-го истребительного авиационного полка, проходил службу в Белорусском военном округе с мая 1955 года, куда полк перебазировался из КНР, где вошел в состав 330-й истребительной авиационной дивизии 26-й воздушной армии.
В декабре 1959 года подполковник Егоров Василий Васильевич был назначен начальником Кузнецкого учебного центра ДОСААФ. Через год ему присвоили звание полковника.
В феврале 1964 года полковника Егорова Василия Васильевича назначили начальником Ставропольского авиацентра ДОСААФ.
Трагически погиб в авиационной катастрофе 28 сентября 1964 года. Похоронен на Всесвятском кладбище Краснодара.
Был также награждён пятью орденами Красного Знамени, орденом Отечественной войны 1-й степени, рядом медалей.